# 24bitový
V informačních technologiích označuje 24bitový čísla, paměťové adresy nebo datové jednotky, které jsou nejvýše 24 bitů dlouhé (3 oktetů). 24bitový procesor a ALU definují architekturu počítače, která je založena na stejně dlouhých registrech nebo stejně široké adresové nebo datové sběrnici.

## Terminologie
V českém jazyce se zápisem odlišuje slovní druh. Zápis bez mezery tak označuje přídavné jméno (viz název tohoto článku). Zápis s mezerou pak označuje číslovku (například 24 bitů).